# Vala (linguaggio di programmazione)
Vala è un linguaggio di programmazione di alto livello, orientato ad oggetti. Il linguaggio è utilizzabile nelle distribuzioni GNU/Linux, ma esiste già un port per Windows. Esiste un dialetto del linguaggio in stile Python chiamato Genie.

## Caratteristiche
Vala ha una sintassi simile al C#, e include utili funzionalità di linguaggio come le funzioni anonime, i segnali, le proprietà, la gestione della memoria assistita, la gestione delle eccezioni, inferenza dei tipi, e le dichiarazioni foreach. Offre inoltre un compilatore self-hosting, con funzionalità di garbage collection.
I vantaggi del linguaggio sono la modernità e la velocità, i sorgenti infatti passano per un generatore di codice C utilizzando il sistema GObject, questo codice può essere rivisto e corretto manualmente, successivamente il codice viene poi compilato tramite GCC in modo tale che gli eseguibili siano supportati in modo nativo.

## Compilazione
I sorgenti vala hanno estensione .vala, e il compilatore è chiamato valac.
```
#Compila il file e crea un eseguibile con nome impostato

$
 
valac
 
./miofile.vala
 
-o
=
nomefile

#Genera solo codice oggetto

$
 
valac
 
./miofile.vala
 
-c

```

Per generare solo i sorgenti C e i rispettivi file header:
```
 

#Crea i sorgenti C

$
 
valac
 
./miofile.vala
 
-C

#Crea i sorgenti C e il file header

$
 
valac
 
./miofile.vala
 
-C
 
-H
 
miofile.h

```

## Sintassi
La sintassi assomiglia a quella di Java e C#.

### Commenti
Sono accettati i seguenti commenti:
```
//Questo è un commento in riga e termina alla fine della stessa

/*  <--Inizio commento

 *  Questo è un commento su più righe

 *  <-- questi asterischi sono inseriti per convenzione ma non sono necessari

    <--è accettato lo stesso

fine  commento --> */

```

La sintassi dei commenti di documentazione è
```
/** <-- inizio commento

 *

 *

 *

fine  commento --> */

```

All'interno dei commenti di documentazione è possibile usare la sintassi XHTML, la sintassi Wiki, quella Gnome e quella Java.

## Tipi di dato
Vala supporta un set di tipi di dato simile agli altri linguaggi.
```
   Byte: char, uchar;
   Caratteri: unichar;
   Interi: int, uint;
   Interi lunghi: long, ulong;
   Interi corti: short, ushort;
   Altri interi int8, int16, int32, int64 e rispettivamente uint8, uint16, uint32, uint64;
   Numeri in virgola mobile: float, double;
   Booleani: bool;
   Tipi strutturati: struct;
   Enumeration: enum;
```

Utilizzo:
```
    
/* Tipi atomici */

    
unichar
 
c
 
=
 
'u'
;

    
float
 
percentile
 
=
 
0.75f
;

    
const
 
double
 
MU_BOHR
 
=
 
927.400915E-26
;

    
bool
 
the_box_has_crashed
 
=
 
false
;

    
/* dichiarazione di una struct */

    
struct
 
Vector
 
{

        
public
 
double
 
x
;

        
public
 
double
 
y
;

        
public
 
double
 
z
;

    
}

    
/* dichiarazione di un enum */

    
enum
 
WindowType
 
{

        
TOPLEVEL
,

        
POPUP

    
}

```

## Esempi

### Hello world
Con classe GObject:
```
using
 
GLib
;

public
 
class
 
Test
.
HelloObject
 
:
 
Object
 
{

    
public
 
static
 
int
 
main
(
string
[]
 
args
)
 
{

        
stdout
.
printf
(
"Hello, World
\n
"
);

        
return
 
0
;

    
}

}

```

Senza classe GObject:
```
static
 
int
 
main
 
(
string
[]
 
args
)
 
{

    
stdout
.
printf
(
"Hello, World
\n
"
);

    
return
 
0
;

}

```

### Gtk
```
using
 
Gtk
;

int
 
main
 
(
string
[]
 
args
)
 
{

    
Gtk
.
init
 
(
ref
 
args
);

    
var
 
window
 
=
 
new
 
Window
 
();

    
window
.
title
 
=
 
"First GTK+ Program"
;

    
window
.
border_width
 
=
 
10
;

    
window
.
window_position
 
=
 
WindowPosition
.
CENTER
;

    
window
.
set_default_size
 
(
350
,
 
70
);

    
window
.
destroy
.
connect
 
(
Gtk
.
main_quit
);

    
var
 
button
 
=
 
new
 
Button
.
with_label
 
(
"Click me!"
);

    
button
.
clicked
.
connect
 
(()
 
=>
 
{

        
button
.
label
 
=
 
"Thank you"
;

    
});

    
window
.
add
 
(
button
);

    
window
.
show_all
 
();

    
Gtk
.
main
 
();

    
return
 
0
;

}

```

Altri esempi GTK a https://live.gnome.org/Vala/GTKSample.

## IDE
Ci sono diversi IDE con integrato il supporto per la programmazione in Vala:
- Geany
- Val(a)IDE
- MonoDevelop
- Vala Toys (plugin per gedit)
- Valencia (plugin per gedit)
- Anjuta
- NetBeans
- TextMate
- RedCar
- Valama
- GNOME Builder